# Augochlora chiriquiana
Augochlora chiriquiana är en biart som beskrevs av Michener 1954. Augochlora chiriquiana ingår i släktet Augochlora och familjen vägbin. Inga underarter finns listade.